# Artabotrys speciosus
Artabotrys speciosus là loài thực vật có hoa thuộc họ Na. Loài này được Kurz ex Hook.f. & Thomson mô tả khoa học đầu tiên năm 1872.